# University of Madras
University of Madras – indyjska uczelnia publiczna w mieście Ćennaj (Madras). Została założona w 1857 roku.